# Gobernación de Bizerta
La Gobernación de Bizerta (en árabe: ولاية بنزرت) es una de las veinticuatro gobernaciones de Túnez. Está situada en el norte de Túnez. Cubre un área de 3.685 km² y tiene una población de 568.219 habitantes, según el censo de 2014. La capital es Bizerta.
Las islas Galite en alta mar son parte de la gobernación.

## Delegaciones con población en abril de 2014
- Bizerte Nord 87,307
- Bizerte Sud 55,659
- El Alia 27,075
- Ghar El Melh 19,477
- Ghezala 26,977
- Joumine 29,029
- Mateur 46,975
- Menzel Bourguiba 61,919
- Menzel Jemil 47,224
- Ras Jebel 58,241
- Sejnane 40,166
- Tinja 23,455
- Utique 19,922
- Zarzouna 24,793

- Datos: Q241129
- Multimedia: Bizerte Governorate / Q241129